# Институт Эсален

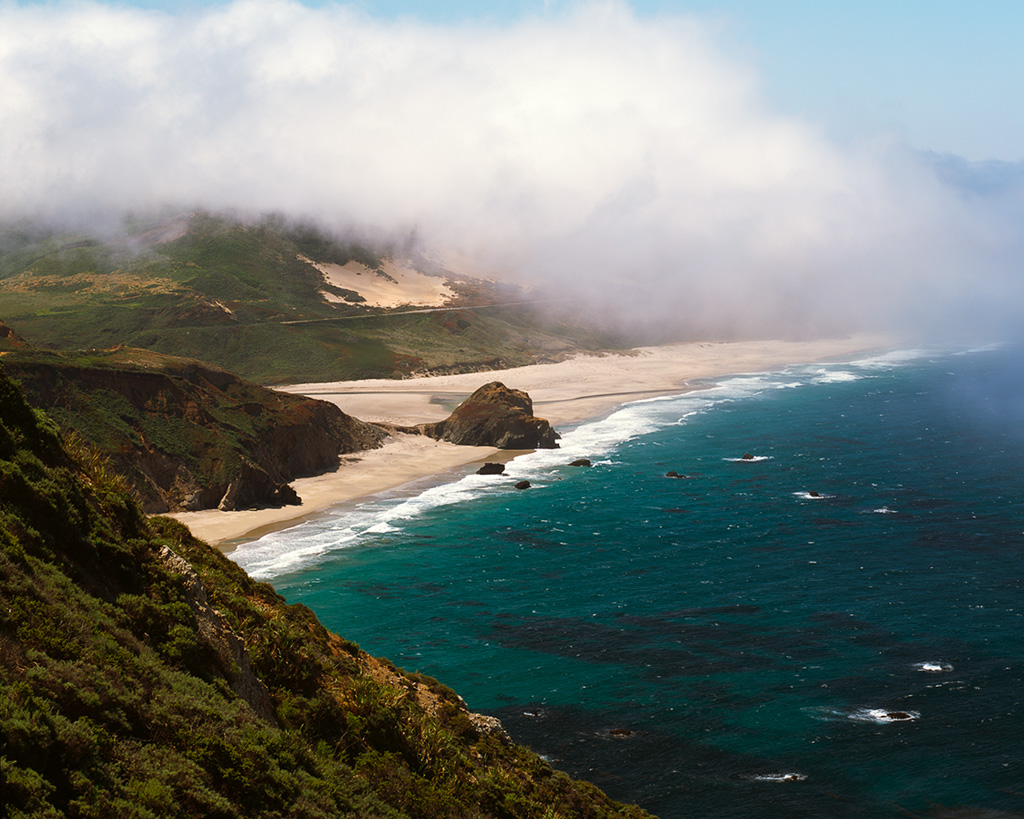
Побережье Биг-Сюр

Институт Эсален (англ. Esalen Institute) — поселение-коммуна в Биг-Суре на побережье Калифорнии, основанное в 1962 году и действующее до сих пор. Своё название институт получил от индейского племени Эсселен (англ. Esselen), некогда обитавшего на этой территории.

## Основатели
Основатели института — американские психологи Майкл Мёрфи (англ. Michael Murphy) и Ричард (Дик) Прайс (англ. Dick Price), были последователями «Движения за развитие человеческого потенциала» (англ. Human Potential Movement), основы которого заложил английский писатель и философ Олдос Хаксли.

## Общая информация

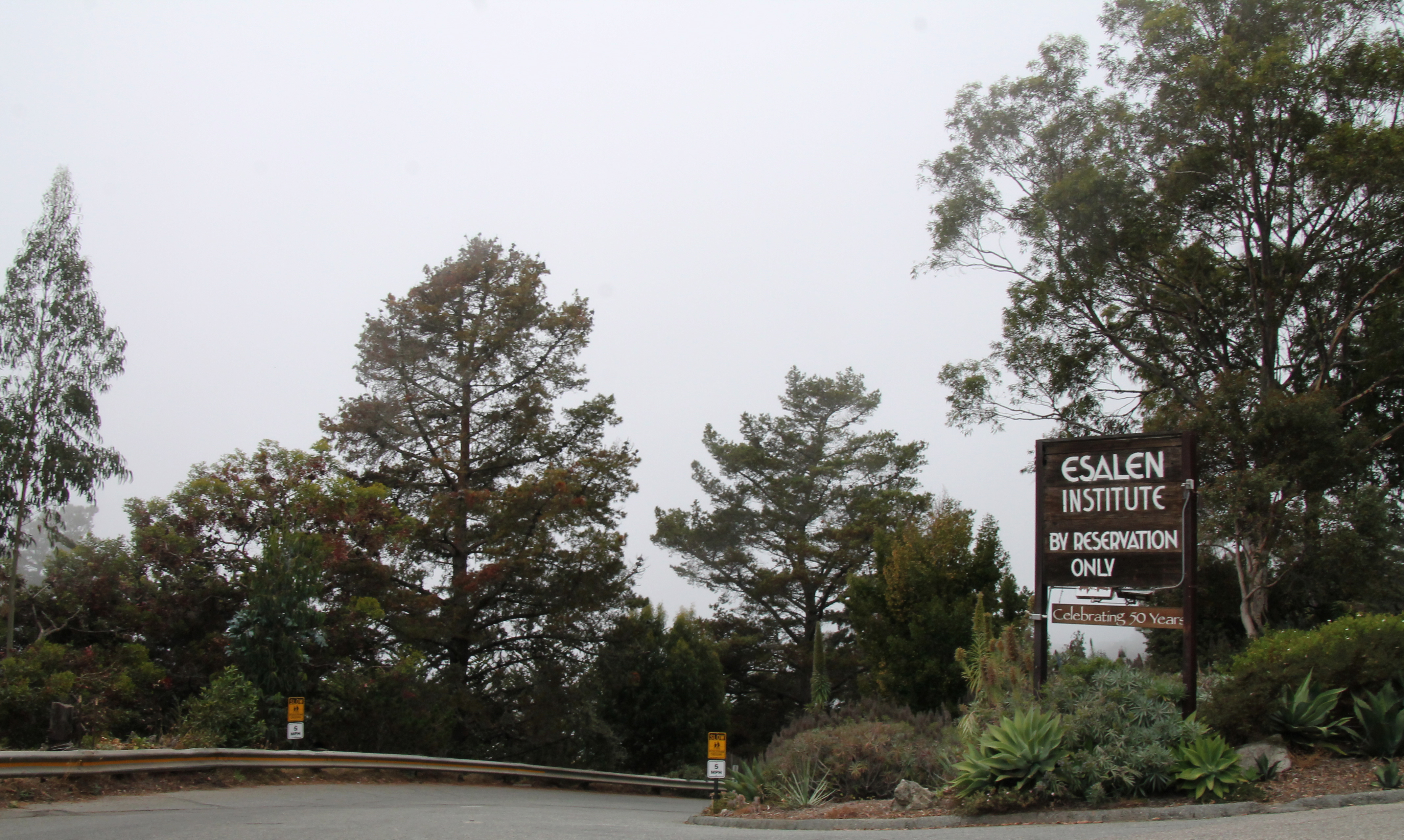
Институт Эсален

Институт расположен в очень красивой и малонаселенной гористой части побережья Тихого океана — Биг-Сюр (англ. Big Sur), что позволяет его обитателям чувствовать себя в относительном уединении и изоляции от общества, а также в гармонии с девственной природой. Способствуют уединению и отсутствие на территории института радио, телевидения, газет и других способов связи с внешним миром — это правило было установлено основателями Эсалена в день его открытия. Площадь территории института — около 50 гектаров.
Задачей «Института Эсален» было гармоничное развитие личности с помощью различных сводящих людей воедино действий посредством йоги, медитации, гештальт-терапии и др. Именно совокупность духовно ориентированных восточных учений и современных европейских психологических методик помогла принести Институту Эсален мировую известность и популярность: со времени существования Института его посетили более 300 тыс. человек со всего мира. Институт организовывал лекции и семинары по таким темам, как дзэн-буддизм, медитация, биоэнергетика, Основатели института — американские психологи Майкл Мёрфи (англ. Michael Murphy) и Ричард (Дик) Прайс (Dick Price), были последователями «Движения за развитие человеческого потенциала» (Human Potential Movement), основы которого заложил английский писатель и философ Олдос Хаксли. Занятия проводились как резидентами Эсалена, так и приглашенными экспертами.
Приглашенные гости представляли самый широкий спектр, от таких ученых, как Фритъоф Капра, Карл Прибрам и Грегори Бейтсон, до тибетских лам, индийских гуру, индейцев, мексиканских шаманов и христианских мистиков. Спектр обсуждаемых тем был также необычайно широк: месячные семинары посвящались буддизму и западной психологии, шизофрении и способности входить в измененные состояния сознания, картам сознания, методам целительства коренного населения и современной медицине, древней мудрости и современной науке, высшему творению и передовым достижениям науки.Станислав Гроф
Сегодня в Институте Эсален ежегодно проводятся около 500 различных обучающих мероприятий, а также различные конференции, научные исследования и т. д. Одна из достопримечательностей Эсалена — каменные ванны с минеральной водой вместимостью до 20 человек каждая. Ванны сделаны на берегу океана под открытым небом .

## Факты
- С 1973 по 1987 в «Институте Эсален» жил и работал известный ученый, психолог и психиатр Станислав Гроф, автор системы холотропного дыхания.
- Институт посещали музыканты Джордж Харрисон, Ринго Старр, Боб Дилан и др.